# Амури
Амури (на украински: Амури) е село в Южна Украйна, Подилски район на Одеска област. Основано е през 1895 година. Населението му е около 149 души.